# آیرا لوین
آیرا لِوین (به انگلیسی: Ira Levin) با نام کامل آیرا ماروین لوین (به انگلیسی: Ira Marvin Levin) (زادهٔ ۲۷ اوت ۱۹۲۹ – درگذشتهٔ ۱۲ نوامبر ۲۰۰۷) رمان‌نویس، نمایش‌نامه‌نویس و ترانه‌پرداز اهل ایالات متحده آمریکا بود. اولین رمان وی بوسه‌ای پیش از مرگ با موفقیت روبرو شد و در سال ۱۹۵۴ برنده جایزه ادگار بهترین رمان نخست شد. از این رمان دو فیلم در سال‌های ۱۹۵۶ و ۱۹۹۱ ساخته شد. شناخته شده‌ترین رمان وی بچه رزماری، داستانی ترسناک دربارهٔ شیطان‌پرستی و سایر غیب‌باوری‌های عصر جدید می‌باشد. در ۱۹۶۸ فیلمی از آن به نویسندگی و کارگردانی رومن پولانسکی ساخته شد. پولانسکی برای این فیلم نامزد جایزه اسکار بهترین فیلم‌نامه اقتباسی شد و روث گوردون جایزه اسکار بهترین بازیگر نقش مکمل زن را برد. لوین در سال ۲۰۰۲ گفت: 
از اینکه بچه رزماری منجر به جن‌گیر و طالع نحس شد، احساس گناه می‌کنم. یک نسل کامل با آن‌ها رو در رو شده‌اند و اعتقاد بیشتری به شیطان دارند. من شیطان را باور ندارم و فکر می‌کنم که اگر اینهمه از این قبیل کتاب‌ها نبود، بنیادگرایی شدیدی که الان می‌بینیم، به این شدت نبود. [...] مشخصاً من هیچ‌یک از چک‌های حق تألیف را پس نفرستادم.
استیون کینگ آیرا لوین را این گونه توصیف می‌کند: 
ساعت‌ساز سوئیسی رمان‌های سبک تعلیق. او کاری می‌کند که کارهای سایر ما مثل ساعت‌سازهای کم‌بها در دراگ استُرها به‌نظر برسند.

## درگذشت
آیرا لوین در ۱۲ نوامبر ۲۰۰۷ در ۷۸ سالگی در آپارتمانش واقع در منهتن نیویورک به علت حمله قلبی درگذشت.

## رمان‌ها
- بوسه‌ای پیش از مرگ (۱۹۵۳)
- بچهٔ رزماری (۱۹۶۷)
- این روزگار محشر (۱۹۷۰)
- زوجه‌های مطیع (۱۹۷۲)
- پسرهای برزیلی (۱۹۷۶)
- نقره (۱۹۹۱)
- پسر رزماری (۱۹۹۷)